# Georg August Kuckuck
Georg August Kuckuck (* 18. Dezember 1767 in Steyerberg, Stolzenau; † 18. Juli 1841 in Hildesheim) war Generalmajor und Stadtkommandant von Hildesheim.
Er gründete 1829 die Taubstummenanstalt in der Stadt, die heute als LBZH Hildesheim zum Landesbildungszentrum für Hörgeschädigte gehört. Am 15. Februar 1830 begann dort der Unterricht. Bis zur Eröffnung des zugehörigen Internats neun Jahre später wohnten alle Schüler im Haus des Direktors.
Am 12. Dezember 1834 wurde er der erste Ehrenbürger der Stadt, 1905 wurde die Kuckuckstraße in der Nordstadt nach ihm benannt. Aus naheliegenden Gründen änderten seine Nachkommen ihren Namen in Walden.
Sein Sohn August Kuckuck war ebenfalls Soldat. In den jährlich im hannoverschen Staatshandbuch veröffentlichten Listen der Träger des Guelphenordens erscheint er bis 1851 noch als „Kuckuck“, ab 1853 als „Kuckuck, gen. Walden“.